# Лањцут
Лањцут (пољ. Łańcut) град је у Пољској у Војводству поткарпатском. По подацима из 2012. године број становника у месту је био 18 143.

## Становништво
| 2012.  |
| ------ |
| 18.143 |

## Партнерски градови
- Балмазујварош
- Љевоча
- Литомишл
- Пиран
- Кестхељ
- Тавира
- Умањ
- Бакталорантхаза
- Кастелнуово Бормида